# 森枝卓士
森枝卓士（もりえだ たかし、1955年4月7日 - ）は、日本の写真家、ジャーナリスト。熊本県水俣市出身。日本写真家協会会員。大正大学客員教授。
水俣病の取材に訪れたユージン・スミスの影響でジャーナリストを志す。
鹿児島県立出水高等学校卒業。国際基督教大学教養学部社会科学科卒業。東南アジアを中心に世界中で取材活動を行う。食文化にまつわる著作が多い。週刊ヤングジャンプにて連載されていた漫画『華麗なる食卓』の監修を務める。

## 著書
- 『マイ・アーオ―やめさせて』JICC出版局 1984
- 『世界の子どもたち 12 ビルマ 少年僧(シン)になったテッ=ウェ』写真・文 偕成社 1986
- 『全アジア麺類大全』旺文社文庫 1986
- 『食の旅アジア タイ・インドシナ半島』ティビーエス・ブリタニカ 1987
- 『アジアは美しい』竹書房 1987
- 『虫瞰図で見たアジア おしん・北国の春・ドラえもん』徳間書店 1988
- 『森枝卓士の「カレー三昧」 本場じこみのレシピ集』 (日曜日の遊び方) 雄鶏社 1989
- 『東南アジア食紀行』徳間文庫 1989
- 『カレーライスと日本人』講談社現代新書 1989／講談社学術文庫、2015
- 『アジアラーメン紀行』徳間文庫 1990
- 『東方食見聞録』徳間文庫 1990
- 『森枝卓士の『ラーメン三昧』 本場じこみのレシピ集』 (日曜日の遊び方) 雄鶏社 1991
- 『森枝卓士の「酒肴三昧」 料理入門の発想術』 (日曜日の遊び方) 雄鶏社 1992
- 『世界のインスタント食品』 (徳間文庫) 1993
- 『森枝卓士のカレー・ノート』文・写真・調理. 雄鶏社 1995 のち集英社文庫
- 『味覚の探究』河出書房新社 1995／中公文庫、1999
- 『世界お菓子紀行』ちくま文庫 1995
- 『カレーライスがやってきた』 (たくさんのふしぎ傑作集) 文・写真. 福音館書店 1996
- 『ヨーロッパ民族食図鑑』ちくま文庫 1997
- 『ワインを飲みにオーストラリア』写真と文. 早川書房 1997
- 『図説 東南アジアの食』河出書房新社 1997
- 『日本食紀』中央公論社 1998
- 『アジア菜食紀行』（講談社現代新書）1998
- 『私的メコン物語 食から覗くアジア』講談社文庫 1998
- 『アジア道楽紀行』ちくま文庫 1999
- 『食べもの記』福音館書店 2001
- 『週末はヴェジタリアン』ちくま文庫 2002
- 『すし・寿司・sushi』PHP新書 2002
- 『日本一の朝ごはん はじめてでも懐かしい』 (日曜日の遊び方) 雄鷄社 2002
- 『デジカメ時代の写真術』 (生活人新書) 日本放送出版協会 2003
- 『ベトナム・カンボジア・ラオス・ミャンマー』 (世界の食文化)農山漁村文化協会 2005
- 『手で食べる?』 (たくさんのふしぎ傑作集) 文・写真. 福音館書店 2005
- 『旅、ときどき厨房』ポプラ社 2005
- 『食べてはいけない!』 (地球のカタチ)白水社、2007
- 『日本の「伝統」食―本物の食材に出合う旅』 (角川SSC新書)2008
- 『食の冒険地図 交じりあう味、生きのびるための舌』技術評論社 2009
- 『世界の食事おもしろ図鑑 みんな、何を食べている? 食べて、歩いて、見た食文化』PHP研究所 2009
- 『図説世界100の市場を歩く』 (ふくろうの本)河出書房新社 2009
- 『食べているのは生きものだ』福音館書店 2014
- 『世界のともだち 26 ミャンマー 湖の上でくらすスミンミャ』写真・文 偕成社 2015
- 『干したから…』 (ふしぎびっくり写真えほん) 写真・文. フレーベル館 2016　※第22回日本絵本賞[4]
- 『はじめ ちょろちょろ 中ぱっぱ ごはんを炊く (たくさんのふしぎ2024年4月号)』文・写真、福音館書店、2024/3/1
- 『人間は料理をする生きものだ』文・写真 福音館書店 (福音館の科学シリーズ) 2024/3/15

### 共著・監修
- 『食は東南アジアにあり 未知の味への招待』星野龍夫共著 弘文堂 1984／ちくま文庫、1995
- 『食は韓国にあり』朝倉敏夫共著 弘文堂 1986
- 『図説チーズの文化誌』編 (ふくろうの本) 河出書房新社 1999
- ふなつ一輝『華麗なる食卓』全49巻 監修 (ヤングジャンプ・コミックス) 集英社 2001-2013
- 『新・食文化入門』南直人共編 弘文堂 2004
- 『考える胃袋 食文化探検紀行』石毛直道共著 集英社新書 2004
- 『料理すること その変容と社会性』編 (食の文化フォーラム) ドメス出版 2013
- 『みんな大好き!カレー大百科』全4巻 監修. 文研出版 2016-2017
- 『線と管のない家 (月刊たくさんのふしぎ2020年3月号)』森枝卓士 (著, 写真), 中村好文 (イラスト), 吉田全作 (写真) 福音館書店 2020/1/31

### その他
- 『カレー読本 とっておき自慢の味』中公文庫編集部編 (「カレー大王・森枝卓史さんに教わる、極めつきの簡単&本格カレー3種」、pp.146-157) 中央公論新社中公文庫ビジュアル版 1997